# 湯·卡恩尼
湯馬士·"湯"·卡恩尼（英語：Thomas "Tom" Cairney，1991年1月20日—）是一名在英格蘭出生的蘇格蘭足球員，司職中場，出身侯城青訓系統，現效力於英格蘭足球超級聯賽球會富咸。

## 國家隊
卡恩尼父親是蘇格蘭人，母親是英格蘭人，這意味著他有資格在國際賽事代表蘇格蘭或英格蘭。儘管已經代表蘇格蘭青年隊出賽，仍有資格代表打英格蘭國家足球隊，侯城隊長佐治·保定描述他作為有潛質的 "英格蘭國家隊巨大的資產"。

## 榮譽
富咸
- 英格蘭足球冠軍聯賽冠軍 : 2021–22[5]

個人
- 布力般流浪球季最佳球員： 2013–14
- 富咸球季最佳球員：2016–17

## 外部連結
- Tom Cairney profile at the Blackburn Rovers website
- 足球数据库：湯·卡恩尼的球员统计数据